# Yola natalensis
Yola natalensis är en skalbaggsart som först beskrevs av Régimbart 1894.  Yola natalensis ingår i släktet Yola och familjen dykare. Inga underarter finns listade i Catalogue of Life.